# Heinrich Kleisli

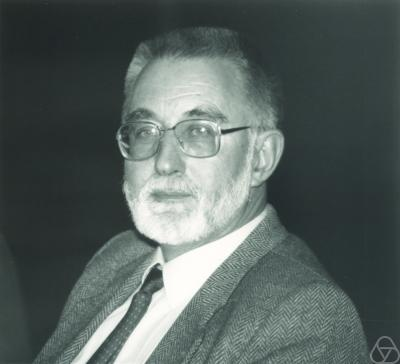
Heinrich Kleisli 1987

Heinrich Kleisli (* 19. Oktober 1930 in Niederweningen; † 5. April 2011) war ein Schweizer Mathematiker und Hochschullehrer.
Kleisli promovierte 1960 an der ETH in Zürich. Seine Doktorarbeit schrieb er zur Homotopietheorie in Abelschen Kategorien.
Danach war er als Associate Professor an der University of Ottawa tätig. Kleisli war ab 1966 ausserordentlicher Professor und von 1967 bis 2000 ordentlicher Professor für Mathematik an der Universität Freiburg.
1967 übernahm er die Leitung des Mathematischen Instituts und war von 1972 bis 1973 Dekan der Mathematisch-Naturwissenschaftlichen Fakultät sowie von 1975 bis 1978 Vizerektor der Universität Freiburg. 1976–1977 war Heinrich Kleisli Präsident der Schweizerischen Mathematischen Gesellschaft.
Er ist der Namensgeber mehrerer mathematischer Konstruktionen wie zum Beispiel der Kleisli-Kategorie und
auch des Kleisli-Abfrage-Systems (Kleisli Query System), einem Werkzeug zur Integration heterogener Datenbanken.